# Kim Myers
Kim Myers (15 de febrero de 1966, Los Ángeles, California, USA) es una actriz estadounidense.

## Carrera
Kim Myers empezó su carrera como actriz en 1985 en la película A Nightmare on Elm Street Part 2: Freddy's Revenge la cual protagonizó al lado de Mark Patton, Robert Rusler y Robert Englund, y fue elegida para protagonizar a Lisa Webber por su parecido físico con la actriz Meryl Streep. Actuó en varios telefilms y series de televisión en la segunda mitad de la década de los ochenta. En 1990 actuó en la película White Palace junto a Susan Sarandon, participó en varias series de televisión y en varias películas a principios de los noventa y en 1996 actuó en la película Hellraiser: Bloodline, en 1998 actuó en la película Letters from a Killer junto a Patrick Swayze. Actualmente ha participado en algunas películas y en algunos episodios de varias series de televisión.

## Filmografía

### Películas
- Carmel (2010)
- The Last Sin Eater (2007) .... Iona Kai
- The Dust Factory (2004) .... Angie Flynn
- Fortunate Son (2004) .... Dawn
- The Pretender: Island of the Haunted (2001) .... Madre de Jarod
- Letters from a Killer (1998) .... Gloria Stevens
- Hellraiser: Bloodline (1996) .... Bobbi Merchant
- At Risk (1994) .... Jennifer
- Something to Live for: The Alison Gertz Story (1992) .... Lindy
- The Sitter (1991) .... Nell
- White Palace (1990) .... Heidi Solomon
- People Like Us (1990) .... Marguerite Hanrahan
- Best Shots (1990) .... Lia Black
- When He's Not a Stranger (1989) .... Melaine Fairchild
- Out on the Edge (1989) .... Chris Evetts
- State Park (1988) .... Eve
- Illegally Yours (1988) .... Suzanne Keeler
- In the Mood (1987) .... Wendy the Usherette
- Tales from the Hollywood Hills: A Table at Ciro's (1987) .... Jenny Robbins
- A Nightmare on Elm Street Part 2: Freddy's Revenge (1985) .... Lisa Webber

### Series de televisión
- The Closer .... Allison Grant (Episodio: "Mom duty", 2006)
- Judging Amy .... Mrs. McCarty (Episodio; "Early winter", 2004)
- Threat Matrix .... Karen (Episodio: "Stochastic variable", 2004)
- JAG .... P.O. Allison La Porte (Episodio: "Judge advocate general", 2003)
- The Agency .... Ilene (Episodio: "Finale", 2002)
- Six Feet Under .... Dra. Michaelson (Episodio: "The secret", 2002)
- Family Law .... Julie Deverell (Episodio: "Angel´s flight", 2001)
- The Beas .... Lucy (Episodio: "The delivery", 2001)
- The Pretender .... Madre de Jarod (9 episodios, 1996-1999)
- Perversions of Science .... Selena (Episodio: "Ultimate weapon", 1997)
- Seinfeld .... Pam (Episodio, 1996)
- Under Suspicion .... Michelle Brian (Episodio, 1994)
- Walker, Texas Ranger .... Evie (Episodio: "Walker", 1993)
- Key West .... Dr. Reilly Clarke (12 episodios, 1993)
- The Young Riders .... Doritha Simmons Maxwell (Episodio: "Just like old times", 1991)
- L.A. Law .... Kerry Martin (2 episodios, 1987-1990)
- Studio 5-B (1989) serie de televisión .... Samantha Hurley
- CBS Schoolbreak Special .... Kim (Episodio: "The drug knot", 1986)